# قضارف (ایالت سودان)
۱۴°۰′ شمالی ۳۵°۰′ شرقی / ۱۴٫۰۰۰°شمالی ۳۵٫۰۰۰°شرقی
القضارف (به عربی: القضارف) شهری در استان القضارف کشور سودان است که جمعیت آن در سرشماری سال ۱۹۹۳ میلادی ۱۹۱٫۱۶۴ نفر بوده و در سال ۲۰۰۷ میلادی ۳۵۰٫۳۹۲ نفر تخمین زده شده است.